# Muhammad I (Umajjadzi)
Muhammad I (ur. 826, zm. 886) – emir Kordoby w latach 852–886.
Był synem Abd ar-Rahmana II.
Podobnie jak ojciec prowadził spór z biskupem Kordoby, Eulogiuszem, przywódcą katolików, którzy dobrowolnie udawali się na męczeńską śmierć za wiarę. W odróżnieniu jednak od swojego poprzednika odszedł od pokojowego rozstrzygnięcia konfliktu i rozpętał prześladowania religijne chrześcijan. Wydarzenia w al-Andalus spowodowały wmieszanie się w sprawę króla Asturii Alfonsa III Wielkiego i w konsekwencji wojnę przegraną przez emira w 878 roku.
Emirat nawiedziły również lokalne powstania muzułmańskie. Zbuntowało się kilku wodzów, którzy odmówili posłuszeństwa swojemu władcy i utworzyli własne niewielkie państewka na Półwyspie Iberyjskim.